# CYA
CYA，是香港一首2024年發行的粵語流行舞曲，由愛爆音樂旗下女歌手姚焯菲、鍾柔美、詹天文合唱（女團After Class其中三名成員）。此歌發表於三人的《音樂出沒：Let's Play Together 演唱會》舉行前夕，翌年三人再舉行以此歌為題的《TIME TO CYA》巡迴音樂會。

## 創作
香港女歌手姚焯菲、鍾柔美、詹天文是無綫電視轄下音樂廠牌愛爆音樂的四人女子組合After Class的成員，三人宣佈舉行《音樂出沒：Let's Play Together 演唱會》，並在該演唱會舉行前夕推出了三人合唱的新歌CYA，引起各大傳媒報道及關注。
CYA時長3分36秒，以
拍的B小調創作，每分鐘125拍；由林君蓮、張天穎、TonYnoT、T-Ma作曲，張楚翹、林君蓮填詞，PurpleNacho編曲，T-Ma監製。歌詞描寫少女處於愛情萌芽階段的內心世界。

## 發行、現場演唱、借用
2024年7月18日此歌於音樂串流平台上架。7月19日及20日，姚焯菲、鍾柔美、詹天文三人於《音樂出沒：Let's Play Together 演唱會》的結尾進行現場演唱，當時鍾柔美透露此歌的音樂影片尚未拍攝。此歌於演唱會結束後逾一個月，8月27日才被安排派台及發表音樂影片。
三人在2025年7月開始舉行以此歌為題的《TIME TO CYA》巡迴音樂會，她們在第一站廣州進行宣傳時，現場表演了此歌。此歌亦為該音樂會的壓軸歌曲。
2025年播映的無綫電視劇集《執法者們》，借用了此歌作為劇中女團練習生（何依婷、陳星妤等飾）跳舞表演的背景音樂及舞步的參考，備受注目。

## 音樂影片
三人在音樂影片中各有兩個造型，詹天文其中一個身穿肚兜裝的造型，被認為像神話人物哪吒及紅孩兒的形象，美感上備受熱議。音樂影片的其中一幕講述三人在機場追韓星。

## 榜單成績
| 週榜榜單（2024年） | 最高排名 |
| ------------------ | -------- |
| 新城勁爆本地榜     | 4        |
| 勁歌金榜           | 1        |